# Марк Дегенс
Марк Дегенс (на немски: Marc Degens) е немски писател, автор на романи, разкази и есета.

## Биография
Марк Дегенс е роден през 1971 г. в Есен. Завършва гимназия и следва германистика и социология в Рурския университет в Бохум.
Съосновател е на музикалната група „Stendal Blast“. След 1955 г. е програмен директор на Берлинското независимо издателство „SuKuLTuR“.
От 2000 до 2012 г. Дегенс е издател и литературен редактор на електронното културна списание „satt.org“. Организира културни събития, пътуващи изложби и литературни фестивали в Германия, Армения и Чехия.
Творчеството му обхваща романи, разкази, стихотворения, рецензии и фейлетони. Негови текстове са публикувани във вестници, списания и антологии.
Дегенс си създава известност с коментарните рубрики „Нашият попмодернизъм“ („Unsere Popmoderne“), които от 2001 до 2002 г. излизат във „Франкфуртер Алгемайне Цайтунг“, а от 2005 до 2012 г. – в австрийското литературно списание „Фолтекс“.

### Романи
- Vanity Love, 1997
- Hier keine Kunst, 2008
- Das kaputte Knie Gottes, 2011
- Fuckin Sushi, 2015

### Разкази, есета, проза (подбор)
- Rückbau, Erzählung, 2003
- Abweichen. Über Bücher, Comics, Musik, 2009
- Unsere Popmoderne, 2010

Нашият попмодернизъм, изд.: МД Елиас Канети, Русе (2014), прев. Пенка Ангелова
- Eriwan, Aufzeichnungen aus Armenien, 2018

## Награди
- 2002: Arbeitsstipendium der Berliner Senatsverwaltung für Wissenschaft, Forschung und Kultur
- 2005: Arbeitsstipendium der Stiftung für deutsch-polnische Zusammenarbeit in der Villa Decius in Krakau
- 2010: Stadtschreiber in Novi Sad, Serbien
- 2011: Victor Otto Stomps-Preis der Stadt Mainz (für den SuKuLTuR Verlag)
- 2013: Arbeitsstipendium der Kunststiftung NRW
- 2014: „Награда Хуго Бал“ (поощрение)